# Oku-Shirase Daira
Oku-Shirase Daira (von japanisch 奥白瀬平 ‚Innere Schirase-Fläche‘) ist ein Gletscherfeld im ostantarktischen Königin-Maud-Land. Es liegt auf dem Mizuho-Plateau in einer Höhe zwischen 1500 und 2000 m. Dieses Areal ist das Ergebnis der Fließaktivität des Shirase-Gletschers.
Japanische Wissenschaftler nahmen von 1960 bis 1961 Vermessungen vor und benannten es 1963 in Anlehnung an die Benennung des benachbarten Gletschers. Dessen Namensgeber ist der japanische Polarforscher Shirase Nobu (1861–1946), Leiter der Ersten Japanischen Expedition (1910–1912).